# NOVA Chemicals
NOVA Chemicals Corp. ist ein kanadisches Unternehmen mit Firmensitz in Calgary, Alberta. NOVA Chemicals produziert Kunststoffe, aus denen u. a. Plastiktüten, Haushaltsgegenstände und Plastikrohre hergestellt werden. Wichtige Marken des Unternehmens sind die Polyethylen-Typen Sclair und Novapol, der HDPE-Barrierefilm Surpass sowie Arcel, ein Polystyrol-Polyethylen-Copolymer. NOVA Chemicals war zeitweilig im Aktienindex S&P/TSX 60 gelistet. Im März 2025 einigte sich die bisherige Eigentümerin Nova Chemicals Holding, eine hundertprozentige Tochtergesellschaft der staatlichen Mubadala Investment (Abu Dhabi), mit der ebenfalls staatlichen Abu Dhabi National Oil Company und OMV (an der halten der österreichische Staat und ADNOC die größten Anteile) auf die vollständige Übernahme von NOVA Chemicals durch ein neu gegründetes Joint Venture ihrer Polyolefin-Geschäftsbereiche Borealis und Borouge für 9,377 Mrd. US-Dollar.

## Niederlassungen
Das Unternehmen besitzt vier Werke in Kanada und drei in den USA.
Produktionskapazitäten:
| Werk                | Ethylen | Nebenprodukte | Polyethylen | SCLAIRTECH-Polyethylen | Styrol | Styropor | Styrol-Polymere |
| ------------------- | ------- | ------------- | ----------- | ---------------------- | ------ | -------- | --------------- |
| Joffre, AB          | 2190    | 380           | 670         | 430                    |        |          |                 |
| Corunna, ON         | 820     | 2130          |             |                        |        |          |                 |
| Moore Township, ON  |         |               | 380         |                        |        |          |                 |
| St. Clair River, ON |         |               | 205         |                        |        |          |                 |
| Monaca, PA          |         |               |             |                        |        | 80       | 30              |
| Painesville, OH     |         |               |             |                        |        | 45       |                 |
| Channelview, TX     |         |               |             |                        | 180    |          |                 |
| Total               | 2900    | 2510          | 1255        | 430                    | 180    | 130      | 30              |